# خوان سيرانو
خوان سيرانو (بالإنجليزية: Juan Serrano)‏ هو موسيقي وعازف قيثارة أمريكي، ولد في 1935 في قرطبة في إسبانيا.

## وصلات خارجية
- خوان سيرانو على موقع ميوزك برينز (الإنجليزية)
- خوان سيرانو على موقع ديسكوغز (الإنجليزية)